# Chimaphila
Vintergrøn (Chimaphila) er en slægt af små stedsegrønne urter der vokser på fattig jord. Den var tidligere placeret i  en særlig Vintergrøn-familie (Pyrolaceae), men henregnes nu til Lyng-familien. Slægten er hjemmehørende i tempereret klima på den nordlige halvkugle. Der kendes i alt 5 arter.
| Arter |

- Skærmvintergrøn (Chimaphila umbellata)

## Beskrivelse
Vintergrøn er små planter med en roset af aflange, let læderagtige, stedsegrønne blade. Fra midten af rosetten står en blomsterstilk med en skærm af små hængende, klokkeformede blomster. Den præcise form og farve af blomsterne gør det muligt at skelne mellem arterne.

## Udbredelse
Slægten hører til på tør, sandet jord i halvskygge. Den er meget sjælden i Danmark, og findes kun hist og her på Bornholm og i klitplantager i Nordsjælland. I det øvrige Skandinavien er slægten sjælden og findes primært i de sydlige dele af Sverige og Finland samt Baltikum.
| Portal | Portal:Botanik |